# Domenico Tritto
Domenico Tritto (* 11. Juni 1776 in Neapel; † Dezember 1851 ebenda) war ein italienischer Komponist, Sohn des berühmten Giacomo Tritto.

## Werke
- Dixit Dominus
- Messa a 4
- Adelaide e Comingio
- Amor intraprendente
- La parola d’onore
- Lo specchio de’ gelosi
- Trajano